# Nobel (moneta)

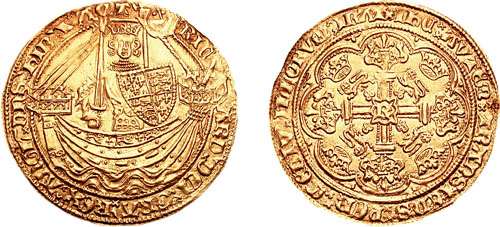
Nobel Ryszarda II z 1377 r.

Nobel (ang. noble – szlachetny) – średniowieczna złota moneta angielska o dużej wartości.
Drugi z kolei złoty nominał wprowadzony przez Edwarda III, wartością wyższy od florena. Pojawił się w 1344 r., a nazwa podkreślała wysoką jakość kruszcu, z jakiego go wybijano. Na awersie nosił przedstawienie półpostaci króla z mieczem i tarczą, wyobrażonego w okręcie na wzburzonym morzu, co symbolicznie miało podkreślać rosnącą potęgę morską Anglii i łączone było ze zwycięską bitwą pod Sluys (1340) w wojnie stuletniej. 
Wartością nobel odpowiadał 1/3 funta (tj. 6 szylingom i 8 pensom). Jego waga początkowo wynosiła ok. 8,9 g, obniżając się później do 7,78 g (1377). Za Edwarda III emitowano także połówki nobla (3,91 g) i jego ćwiartki (2,17 g). Emisje te kontynuowali następcy: Ryszard II, Henryk IV, Henryk V, Henryk VI. Za Edwarda IV obustronne wyobrażenia zmodyfikowano dodając na awersie pod okrętem różę, a na rewersie różę w promienistym słońcu jako znaki Yorków. Tak zmienioną  monetę określano jako rose noble albo ryal. W różnych wariantach (np. za Henryka VIII pojawił się tzw. George noble z rewersowym przedstawieniem św. Jerzego i smoka) wypuszczano ją do 1619 r.
Monety te zyskały znaczną popularność w wielu krajach europejskich, docierając na kontynent w obrocie handlowym i dzięki wypłatom subsydiów dla sojuszników Anglii w wojnie stuletniej. Ich naśladownictwa pojawiły się wcześnie w Szkocji (za Dawida II), Flandrii, nieco później (XV w.) też w Burgundii i Niemczech (Schiffsnobel). Jeszcze w końcu XVI stulecia  szczególnie liczne były w Niderlandach i Szkocji (za Jakuba VI). Zarówno oryginały, jak i naśladownictwa docierały aż do krajów nadbałtyckich i na północno-zachodnie obszary Rusi, gdzie od głównego wyobrażenia nadano im nazwę korabielników (bądź monet korabielnych). Nie będąc tam jednak środkiem płatniczym, najczęściej służyły w charakterze podarków, zwykle ulegając tezauryzowaniu. 